# Báthori Erzsébet
Ecsedi Báthori Erzsébet vagy Báthory (Nyírbátor, 1560. augusztus 7. – Csejte, 1614. augusztus 21.) magyar grófnő, a történelmi Báthori-család szülötte.
Báthori Erzsébet alakját rémséges és kegyetlen tettek legendái övezik, amelyek mára úgy váltak világszerte ismertté mint a vámpírszerű borzalmak egyik jelképe.
Habár a történelemtudomány ma már koncepciós vádakként tekint ezekre, az újabb és újabb feldolgozások és kitalált történetek, még mindig a magyar história egyik legismertebb tévképzetét folytatva és erősítve, negatív színben tüntetik fel alakját és életét. Azonban a Báthory Erzsébet elleni vizsgálatot nem a kínvallatásnak alávetett „tanúk” által elmondott borzalmak teszik átláthatatlanná, hanem az ügyében vádlóként szereplők kiismerhetetlen politikai és emberi szándékai.
Férje, Nádasdy Ferenc magyar főnemes, a magyar rendi ellenzék vezéralakja volt, aki a végvári harcok egyik legjelentősebb hadvezéreként 1604-ben meghalt. Halála után az özvegyen maradt Báthory Erzsébet hamarosan komoly támadások céljává vált. Özvegyen maradva ő irányította a több százezer holdas birtokait, támogatta a külföldön tanuló peregrinus diákokat, jobbágyaival nagy szeretettel bánt. Hitelesnek minősült levelei alapján egyértelműen szociális érzékenységgel megáldott, istenhívő nemesasszony volt. Gyógyítással is foglalkozott, kastélya kórházként működött. Valószínűleg birtokainak elkobzása volt az ellene felhozott hamis és koncepciós vádak („Több leányt és szüzet és más nőket, akik lakosztályában tartózkodtak, kegyetlenül és a halál különböző nemeivel megölt és megöletett.”) indítéka. Kutatások szerint Báthory Erzsébet szoros rokoni kapcsolatot tartott fenn unokaöccsével, Báthory Gábor erdélyi fejedelemmel, aki 1605-ben nyíltan átállt Bocskai István pártjára, akit pedig 1605. április 17-én a szerencsi országgyűlés Magyarország és Erdély fejedelmévé választott. A fejedelmi rokon éppen Báthory Erzsébet meggyanúsításakor tervezett egy nagy Habsburg-ellenes hadjáratot, s ez a tény is közrejátszhatott a koholt vádak megfogalmazásakor. Thurzó György eljárásában Báthory Erzsébet egy politikai bűnügy áldozata lehetett, mert a nádornak a hatalmas vagyonra is fájt a foga, de még a Báthoryak elleni sértődöttsége is motiválhatta. A nyomozás során a tanúknak feltett kérdések rávezetőek voltak, a válaszokat kínvallatással csikarták ki, ezeket már a korabeli jogfelfogás sem fogadta el perdöntőeknek.
Báthory Erzsébet harminc éven keresztül élt házasságban Nádasdy Ferenccel, aki hadvezérként a törökkel folytatott harcokban sikeres volt. Öt gyerekük született: Anna, Orsolya, Kató, Pál és András, közülük Anna, Kató és Pál érte meg a felnőttkort. A tényeket kutató történészek Báthory Erzsébet két, saját kezével a férjének írt levelét ismerik 1596-ból, és azokban a gyermekeikről és a betegeskedéseikről számol be férjének, és semmi sem utal bennük lelki rendellenességre.
Az én szerelmes uramnak, az Nagyságos Nádasdy Ferencznek, nekem szerelmes uramnak adassék ez levél. …Az gyermekek felől Kegyelmednek írhatom, hogy az Anna, Istennek legyen hála, egészségben vagyon, az Orsiknak az szemei igen fájnak, s Katónak ismét megveszett a szája. Magam Istennek legyen hála, egészségbe vagyok, csakhogy a szemeim fájnak. Kegyelmed szolgáló leánya Bátori Erzsébet.

## Élete

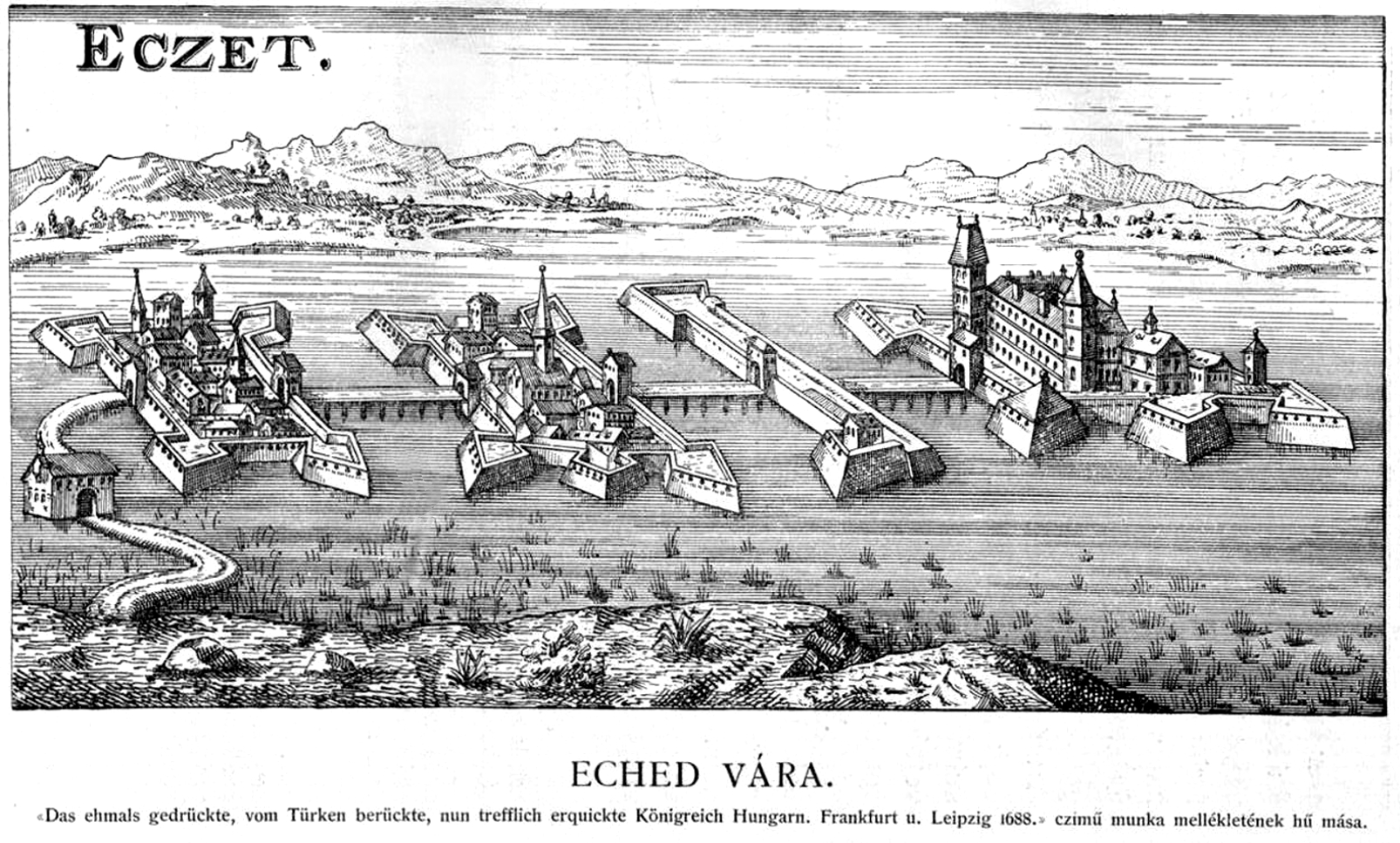
Ecsed vára 1688-ban, ahol Báthori Erzsébet a vár kastélyában töltötte gyermekkorát, 1575-ig

Apja ecsedi Báthori György volt, aki 1570-ben halt meg, anyja somlyói Báthory Anna, anyjának testvére Báthory István fejedelem (1571–1586), aki később lengyel király lett (1575–1586). Báthori Erzsébet az ecsedi vár kastélyában töltötte gyermekkorát. Apai nagyszülei Báthori András tárnokmester, szatmári főispán, 1521-től nándorfehérvári bán, és Rozgonyi Kata voltak. Anyai nagyszülei somlyói Báthory István erdélyi vajda, és Thelegdy Katalin asszony voltak.
Nádasdy Ferenc gróffal, aki nála öt évvel volt idősebb, tizenegy éves korában jegyezték el egymást. 1575-ben léptek frigyre, amire még Miksa magyar király is hivatalos volt, habár ő az út veszélyeire hivatkozva nem jött el. Nádasdy gróf feleségének a csejtei kastélyt és a körülötte lévő 12 falut adta nászajándékba. A Pöstyén közelében fekvő összes falu csak 1602-től lett a Nádasdyak tulajdona. Erzsébet először Sárvárra került, ahol a Nádasdy családnak volt kastélya, majd ezután nemsokára a Pöstyén közelében fekvő Csejtére költöztek. Nádasdy Ferencet – aki győztes csatái és várvívásai nyomán a rettegett „Fekete Bég” nevet szerezte magának a törökök körében  – az Oszmán Birodalom ellen vívott csatározások kötötték le, Erzsébet sokat tartózkodott egyedül, magányos és zárkózott volt. Pártfogásába vette a török által kirabolt-fölégetett falvak legyilkolt férfiainak özvegyeit, a megerőszakolt, mindenükből kifosztott lányokat-asszonyokat, nemzetiségükre való megkülönböztetés nélkül.
1603 őszén Nádasdy Ferenc egy Buda környékén vívott csatát követően már betegen tért haza Sárvárra, és 1604. január 4-én váratlanul meghalt. Erzsébet ezután özvegyként élt tovább.
Én az tekintetös és nagos batory Ersebeth asszony, az néhai tekintetös és nagos Nádasdy Ferenc meghagyott özvegye […] az én szerelmes három gyermekimnek, hajadon két leányom és neveletlen kis fiamnak, özvegy kezemre és gondviselésemre jutván egész ez ideig Istenem kegyelmes segétségéből, özvegységemnek szorgalmatos gondviselésével, nem csak jószágok állapotjából és testi táplálásokból az ő rendik szerint viseltem gondjokat anyai szeretetemből; de mikor az felséges Isten az ő kegyelmes jóvoltából szerencséjeket az két leányomnak, Nádasdy Annának és Katának megmutatta is, kiért dicsértessék az ő áldott szent neve, a ki minden árvákra és özvegyekre kegyelmes gondviselőnk; azokat az ő alkalmatos idejekben, atyai házokból szüléikhez illendő tisztességes költségvel férjhez is adtam; […] És nagy gondviselésemmel, fiamnak is Nádasdy Pálnak neveködésében őrizésére, tanóságára és idejét az nagy Úristen arra hozván tizenkét esztendeje eltelvén, főispánságnak tisztire az böcsületes Vasvármegyében megesködni, ahhoz illendő tisztességes módjával és költségével gondját viseltem Istenem kegyelmes segétsége által, kiért dicsértessék az ő áldott szent neve...

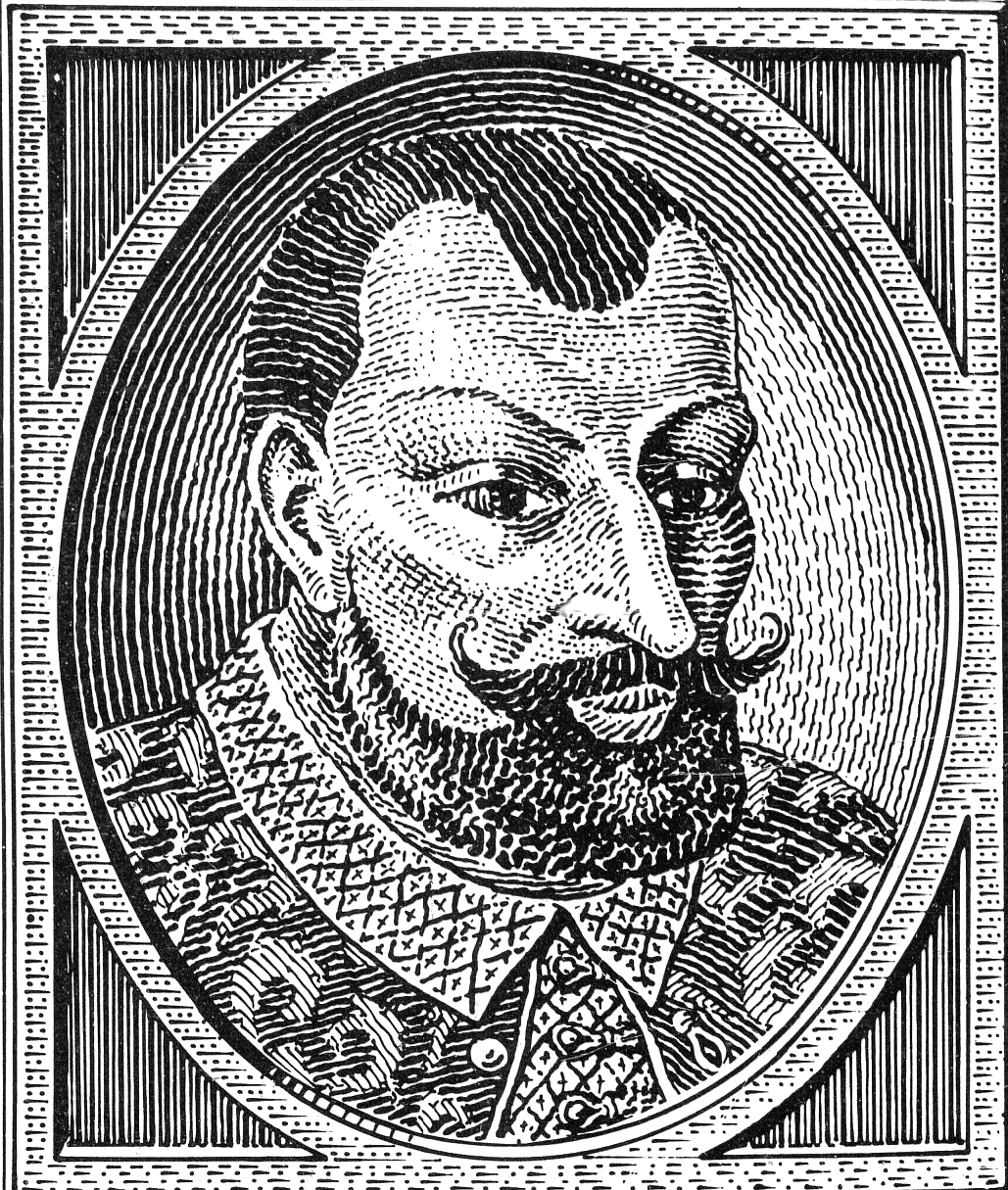
Nádasdy Ferenc a „fekete bég”

Házasságukból hat gyermek született:
- Anna (kb. 1585 – 1608. jan. után), Zrínyi Miklós dunántúli főkapitány felesége
- Katalin (kb. 1594 – ?), Homonnai Drugeth György felesége
- Pál (1593/1597 – 1633/1650), Nádasdy III. Ferenc apja, akit I. Lipót császár a Wesselényi-összeesküvésben való részvétele miatt 1671-ben lefejeztetett
- András (1598 – 1603)
- Miklós (? – ?), Zrínyi Zsuzsanna férje
- Orsolya (? – ?)

## Báthori Erzsébet címere

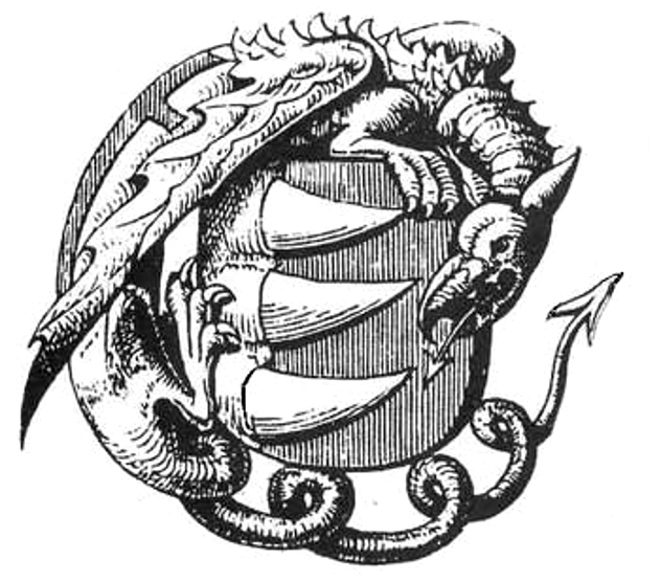
Báthori Erzsébet családi címere, a címerpajzson a Báthory család három vörös ékje ezüst alapon, idővel az ékeket ívelt vonallal rajzolták meg, melyet a régi magyar heraldikai hagyományok szerint farkasfognak neveztek

Azért került sárkányfog a Gutkeled nemzetség családi címerébe, akiktől a Báthoryak is származtatták magukat, és származnak a Báthory-címer díszei is, mert az egyik ősük, a Báthori család eredetmondája szerint, Bátor Opos vitéz, a bajor Vencelintől eredő Márton fia Szent István korában legyőzte, és megölte az Ecsedi-lápban rejtőző sárkányt. A hős vitéz, hogy bizonyságát vigye tettének, kitörte a sárkány három fogát, és ennek jutalmául nyerte el a szabolcsi Vid-birtokot. Ezt a motívumot erősítette a család egyes őseinek tagsága a Sárkány Lovagrendben is, amelynek jele a pajzs köré tekeredő sárkány, a körré görbült sárkány képe, amint farkát nyaka köré tekeri, és háta közepén hosszában feje és orra elejétől farka végéig fel van hasítva, s a vére vesztése miatt fehér és vértelen hasíték belső széle mentén hosszában elhelyezett vörös keresztet visel. A heraldikában ez a legteljesebben, legbiztosabban meghatározható magyar nemzetségi címer.

## Állítólagos vérfürdő és egyéb könyörtelenségek legendája
Elsőként egy protestáns prédikátor, Nádasdy Ferenc udvari papja és tábori lelkésze, Magyari István kezdte terjeszteni a hírt arról, hogy Csejte úrnője a kastélyában okkult tudományokkal foglalkozik, és ördögi praktikákat folytat.
Báthory Erzsébet legendája egy 1729-ben megjelent, a Magyar Királyságot és uralkodóit bemutató Tragica historia című könyvben szerepelt először. Ekkor keltette Turóczi László jezsuita az asszony rossz hírét, azt állítva, hogy a vért mint szépítőszert használja.
Báthory Erzsébet, aki házasságban élt Nádasdy Ferenccel, hogy ennek a férfinak elkötelezettje legyen, lemondott a katolikus szentségekről, és a lutheránus hittel kötötte össze magát, amelyet férje vallott. Itt kezdődik bukása. Beszennyezte Isten hitét, hogy ezzel is férje kedvében járjon. Vénusz, akit szolgálók keze ékesít, szorgalmasan nézegeti magát a tükörben. Kezét minden munkától megkímélte, nem kell semmilyen kötelességet teljesítenie. Hiú módon körbepillant, miközben a fésűnek a lehető legkíméletesebben kell a haját érintenie. … E munka közben esik meg, hogy egyik elővigyázatlan szolgálója megrántja az elragadó Héra haját. Erzsébetben felforr a düh, büntetésképpen azonnal szájon vágja a lányt. A lány vére kiserken, egy csepp az úrnő arcára hull, ő egy vászonnal letörli azt, és a helye – elámulva mondhatjuk! – részben megszépül. Közelebbről is megnézi, és csoda tárul eléje: az a hely vonzóbb lett…
…Báthory Erzsébet kegyetlen volt és szigorú, híján volt mindennemű nőiességnek, és vad szenvedélyek rabja lévén, szolgálóleányait a legapróbb hibákért is gyötrő büntetésekkel sújtotta, és órákon át gyönyörködött szegény, megkínzott teremtmények szenvedéseiben. Gombostűvel, ollóval szurkálták, forró vasalóval égették őket, meggyújtották az ujjaik köré csavart, olajba mártott gyapjúfonalat, téli éjszakákon levetkőztették, kútvízzel meglocsolták és kizárták őket – ezek voltak a megszokott büntetések egy-egy utolsó öltésig el nem készült munkáért, eltört edényért vagy nem a sötét úrnő megelégedésére teljesített feladatért. Egy napon a hiú nőszemély tükre előtt ült, és egy csekély mulasztás miatti mérgében oly erővel ütötte arcul szolgálóját, hogy a lányt azonnal elöntötte a vér. Egy csepp a zsarnok asszony arcára fröccsent; Erzsébet letörölte, és úgy ítélte meg, hogy bőre még fehérebbé, finomabbá, ragyogóbbá vált, mint annak előtte. Megtalálta tehát a bűbájossággal olyan régóta, olyan nagyon keresett varázsszerét a megfiatalításnak: a szűz leányok véréből készített fürdő eltünteti az öregedés romboló nyomait. Mihelyt kicsírázott agyában ez az ördögi ötlet, nyomban meg is valósította az asszonybőrbe bújt hóhér. Néhány év alatt Erzsébet – két vénasszony és udvari törpéje, Fickó segítségével – háromszáz leányt áldozott fel…

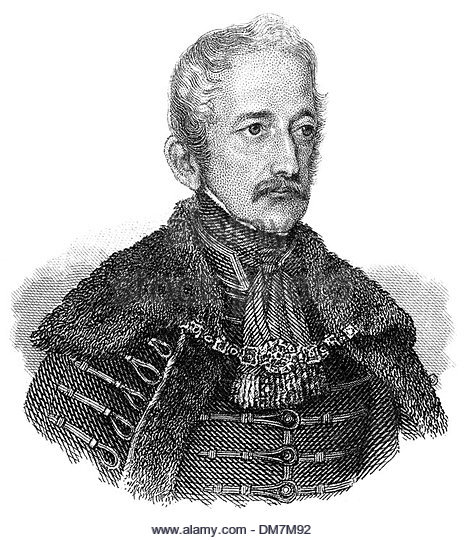
Mednyánszky Alajos portréja 1820 körül

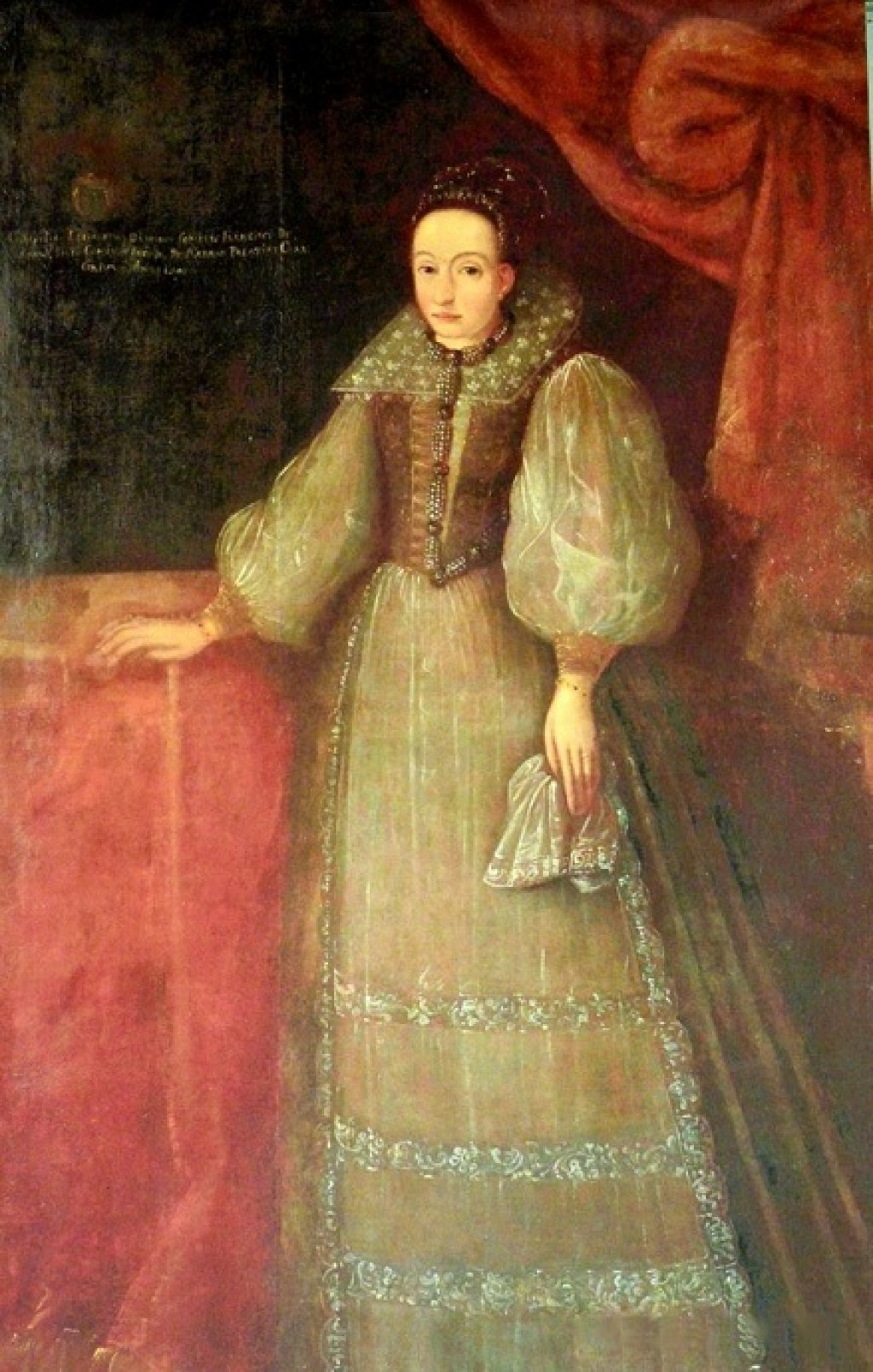
Báthori Erzsébet portré

Mikszáth Kálmán 1886-ban született Csejte vár és asszonya című elbeszélésében szintén szerepel a továbbszínezett vád.
…Erre aztán előadta a pap, hogy a szép Nádasdyné dolga hogy kezdődött; arcul ütötte egyszer a kiszolgáló frájját oly erősen, hogy annak a vére kiserkedt, és az ő arcára freccsent. Mikor letörülte a tükörbe nézett, s az idegen vércsepp alatt az ő arcbőre mintha virulóbbá, üdébbé vált volna egy lehelettel. Így támadt benne a szörnyeszme, leányok vérében mosdani, fürödni. Hiú asszony volt, sokat mosdott, fürdött, tehát sok vérre volt szüksége. A leányokat összefogdosták, s addig verték, míg a testük meghasadt: kezüket ollóval metélték, hátukat fodorsütő vassal égették. Thurzó György nagyon felindult e vádra, s rögtön útnak indult a megfelelő személyzettel Csejte várába.…
Erzsébet alakját már férje életében is sötét homály övezte. Okkult tudományokról és megkínzott szolgálókról beszéltek. Ma a köztudatban leginkább az állítólagos öregedés ellen folytatott azon praktikáiról ismert, hogy minden tükröt összetört, hogy ne lássa öregedni magát. A széltében-hosszában terjesztett kitalált pletykákban minden elem megvan a mai érdeklődés felgerjesztésére, titok, vágy, erotika, szadizmus és szexualitás.

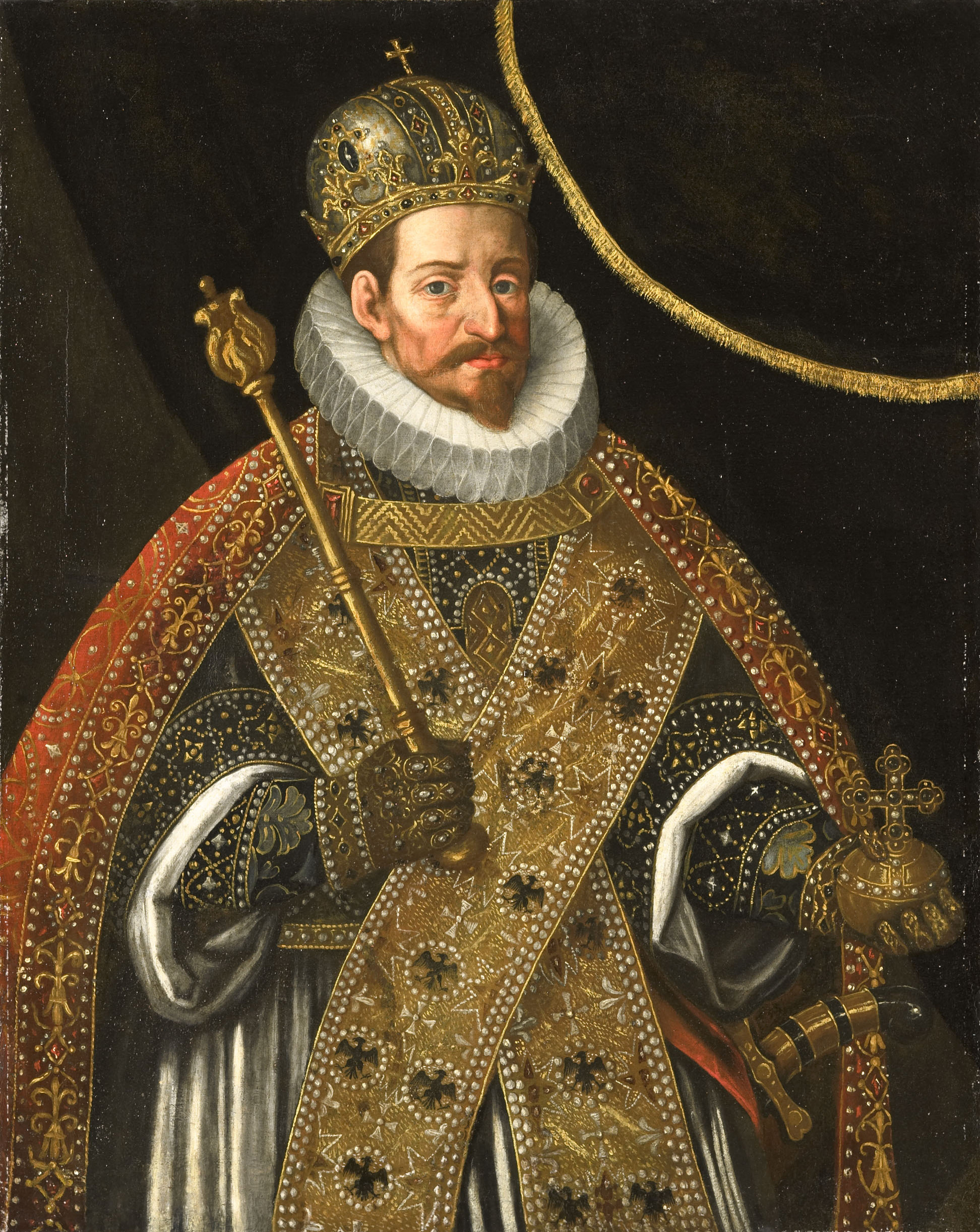
Mátyás osztrák főherceg, 1608-tól II. Mátyás néven Magyarország királya személyesen is sürgette a Báthori Erzsébet ellen lefolytatandó bírói tárgyalást

Állítólag egyszer úgy megütött egy szolgálót, aki a haját fésülve azt meghúzta, hogy a lány kiserkent vére Erzsébet kezére fröccsent. Úgy látta, a bőre megszépült tőle. A fiatalság titkát keresve megölte a lányt, és megfürdött a vérében. Később szüzek vérét vette, akiket a legalkalmasabbnak talált ilyen célra. Birtokán összegyűjtötte a szüzeket, megkorbácsolta, megcsonkította és megkínozta, majd lábuknál fellógatva őket, vérüket vette.
 Ezeket a mendemondákat azonban egyértelműen cáfolják a biológiai tények, hiszen az emberi vérben – alvadása miatt – lehetetlen megfürödni, hacsak valamilyen véralvadásgátlót nem alkalmaznak.
Állítólag ivott is a vérükből, kezdetben aranyserlegből, majd közvetlenül a testükből. Miután a környéken élő lányok elfogytak, kastélyában nőiskolát létesített női szeretőjével, és az ideküldött lányokkal hasonló módon végzett. A történet szerint elfogatásáig hatszáznál is több lány életét oltotta ki.
 Ám fontos megjegyezni, hogy Báthori Erzsébet a saját jobbágyaival anyai szeretettel bánt, és sosem ölt meg senkit közülük, bár az akkori viszonyok közt ez nem lett volna hallatlan. Ellenfelei később ezzel magyarázták, hogy nagyon sokáig nem került sor viselt dolgainak felgöngyölítésére.
Fontos megjegyezni, hogy az első vádak csupán Báthori Erzsébet letartóztatása után hangzottak el, és akkor is olyan belső szolgálóktól, akiket kínvallatással bírtak „jobb belátásra” – azaz vallomásra.
A történet alapját Turóczi László jezsuita szerzetes által írt Tragica historia (1729) és Bél Mátyás Burg und Stadt Csejte (1742) című műve alkotja. Bél Mátyás a Turóczi által összefoglalt koncepciózus legendát írta meg, megismételve a szolgálólányai vérével fiatalságra vágyó úrnő történetét. Mindkét mű Báthori Erzsébet halála után több mint száz évvel keletkezett. Később ezekre a közlésekre alapozva írta meg 1826-ban újra a vérfagyasztó horrorisztikus történelmi mítoszt Mednyánszky Alajos a Festői utazás a Vág folyón Magyarországon című regényes útirajzában. Ennek fényében a vérgrófnő összeszőtt meséjének valóságtartalma erősen megkérdőjelezhető.

## Letartóztatása
| A csejtei várkastély (Čachtický hrad) |
| é. sz. 48° 43′ 31″, k. h. 17° 45′ 38″48.725256°N 17.760600°E |
| --- |
| 1611. január 25-én Thurzó György nádor levelében arról tudósította II. Mátyás magyar királyt, hogy a több gyilkosság elkövetésével és brutális kínzásokkal vádolt Báthori Erzsébetet elfogták, és csejtei várába zárták. Szobájának ajtaját befalazták, és csak egy kis nyíláson át adnak neki enni-inni. |
| - A Wikimédia Commons tartalmaz Čachtice Castle témájú kategóriát. |

Báthori Erzsébetet 1610. december 29-én tartóztatta le Thurzó György nádor, aki meglepetésszerűen látogatta meg. Erre a Báthori Erzsébet körül keringő pletykák kényelmetlensége miatt volt szükség, ugyanis a Báthori-család rokonságba került a Zrínyi családdal, sőt, magával a nádorral is. A vád szerint a csejtei kastély udvarában több lány holttestét találták eltemetve, amelyeken sérülések voltak. Érdekes egybeesés, hogy ebben az időben a nádor rokonáról, Thurzó Szaniszlónéról, Listhius Anna Rozináról is azt híresztelték, hogy cselédeit állítólag kegyetlenül kínozta, és sokakat megölt. Báthori Erzsébet állítólagos rémtetteiről Kereskényi György báró értesítette Thurzót, aki mint csejtei várnagy, több mint húsz éven át Báthory Erzsébet jogtanácsosa és bizalmi embere volt, így remélve anyagi haszonszerzést az eljárásból. Ez indította előzetes vizsgálatra és számtalan tanúvallomás jegyzőkönyvbe vételére a nádort, aki hivatalból járt el Báthori Erzsébet ügyében. A visszavonultan élő asszony ellen eljárást indítottak, amelynek során a kínvallatás hatására szolgálói és komornái beismerő vallomást tettek. Az ő sorsuk a lefejezés lett egy héttel később. Testüket máglyán elégették. A grófnő szabályos perbe idézése, bírósági meghallgatása nem történt meg, pedig II. Mátyás magyar király többször is kérte erre a nádort.
1611. január 25-én Thurzó levelében arról tudósította II. Mátyás magyar királyt, hogy a megvádolt Báthory Erzsébetet elfogták, és a csejtei várba zárták. A nádor a vizsgálat egyes lépéseit összehangolta az erdélyi fejedelemmel folytatott politikai harcával is. A korabeli jog szerint nemes embert csak másik nemes ember megölése esetén terhelte büntetőjogi felelősség, nőként pedig nem vádolhatták meg felségsértéssel sem. A törökverő Nádasdy Ferenc magára maradt özvegyét élete végéig a csejtei várban tartották fogva, ott is halt meg 54 évesen. Thurzó György nádor parancsára egy befalazott szobába zárták Báthory Erzsébetet, azonban más források szerint (lelkipásztorok látogatásából is maradt fenn írásos dokumentum, 1614 júliusából) szabadon, akadálymentesen közlekedhetett a várban, így a rabságot mai szóval házi őrizetnek lehetne hívni.

## Koncepciós vádak
A Báthori Erzsébet elleni bűnügyi eljárás olyan korban zajlott, amikor egész Európára jellemzőek voltak a boszorkányüldözés, a boszorkányperek.

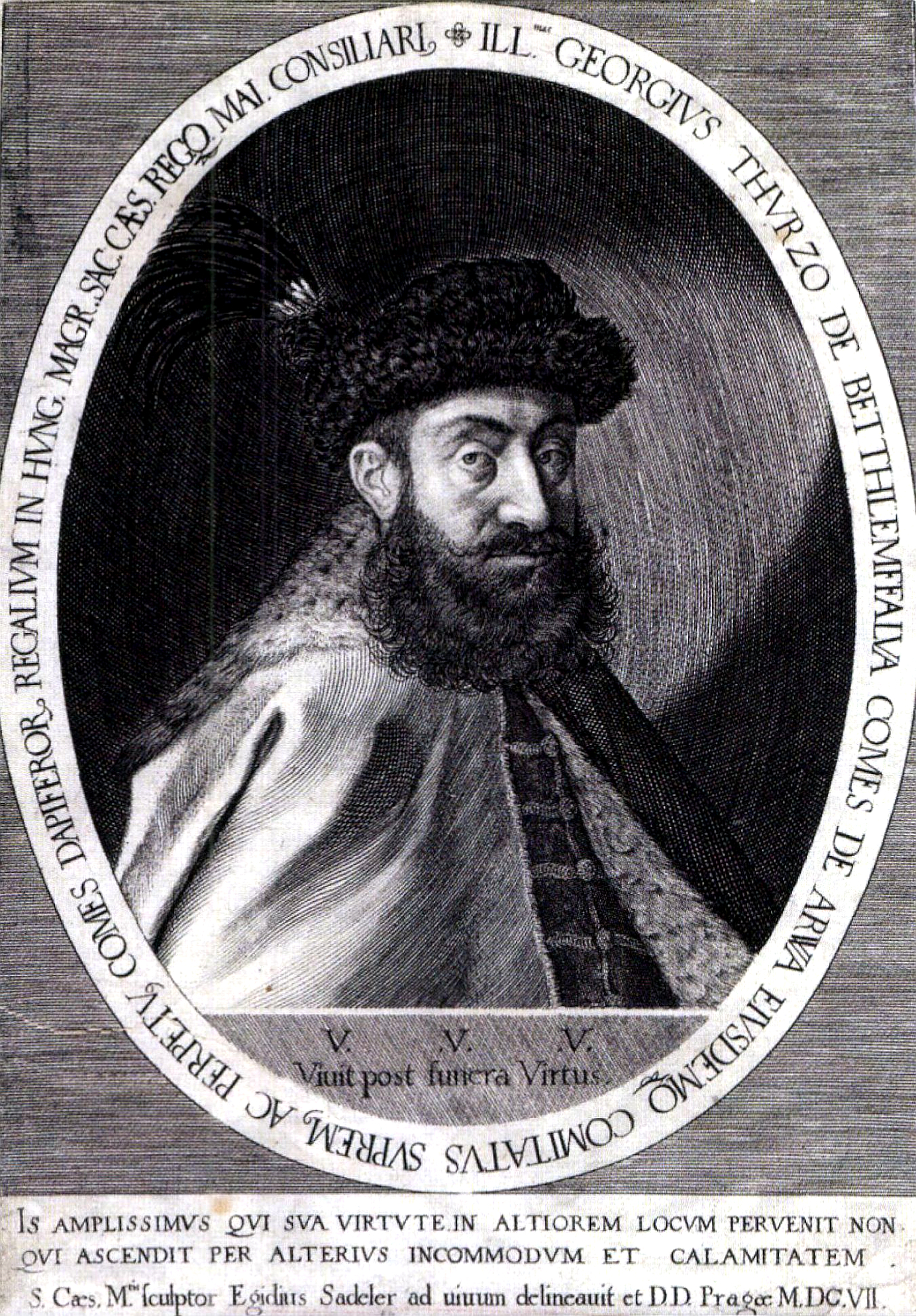
Thurzó György nádor, aki 1610. december 29-én rajtaütött a csejtei várban Báthory Erzsébeten, és letartóztatta

Habár II. Mátyás király is szorgalmazta, szabályos per nem volt. Az „előzetes letartóztatásnak” Erzsébet majdnem 4 évvel későbbi halála vetett véget. Koncepciós eljárásról beszélhetünk, hiszen tényleges tárgyalás nem volt, ítélet sem született. A fennmaradt nyomozati iratok tanúsága szerint a vádlók összesen öt embert, négy asszonyt és egy férfit nyilvánítottak az úrnő bűntársának.
Özvegy Nádasdy úrnő egy lányt oly kegyetlenül megkorbácsoltatott, hogy patakzott a vére. A verés után pedig csalánnal bedörzsöltette, és mezítelenül, kitárt karokkal, egy karóhoz kötöztetve, szolgája által hideg vízzel öntette le.
A vádat bizonyítottnak tekintették, és a cáfoló iratokat meg sem vizsgálták. A váddal kapcsolatban technikai kétségek is felmerülnek. A több száz áldozat szinte lehetetlen, a hírhedt vérben fürdést pedig az emberi vér gyors alvadása kérdőjelezi meg erősen, illetve van olyan álláspont, miszerint a sértettek sérülései a korabeli orvosi beavatkozások jelei voltak, ám ezt fenntartásokkal kell fogadni.
A hamis hírverés gyanújára ad okot a Habsburg-udvar azon törekvése, hogy megszerezze a Báthory–Nádasdy-vagyont, hiszen gazdagabb volt, mint az akkor uralkodó II. Mátyás magyar király. Birtokai a Vajdaságtól a Felvidékig nyúltak. A per hiányára magyarázatul szolgálhat, hogy a kényes és távolról sem stabil belpolitikai helyzetet nem akarták egy prominens arisztokrata elleni perrel tovább bonyolítani. A vallomások teljesen eltértek egymástól, és nem értette senki, hogy mióta lehet perre vinni azt, ha egy nemes megöli valamelyik szolgáját. Meg kell említeni Thurzó nádor személyét is. Az ő személyes ellenségeskedése is fűthette az Erzsébet elleni vádakat. Emellett a grófnő unokatestvére Báthory Gábor erdélyi fejedelem volt, akinek hagyományosan rossz viszonya volt a bécsi udvarral.
A történelemtudomány Erzsébetre ma már úgy tekint, mint aki semmivel nem volt kegyetlenebb, mint korának más arisztokrata özvegyei, és mai rossz hírét leginkább Rexa Dezső történész keltette. Szádeczky-Kardoss Irma bírónő tízéves kutatómunka után 1993-ban megjelent könyvében (Báthory Erzsébet igazsága. A koncepció jelei Báthory Erzsébet ügyében) az összes korabeli jegyzőkönyv feldolgozása alapján, arra a következtetésre jutott, hogy a Báthory Erzsébet ellen lefolytatott eljárás koncepciós volt.
Akkoriban a gróf Nádasdy Ferenc főlovászmester és a híres hős feleségét, Báthory Erzsébetet hítták »csejtei szép asszony«-nak

## Báthori Erzsébet alakja a művészetben

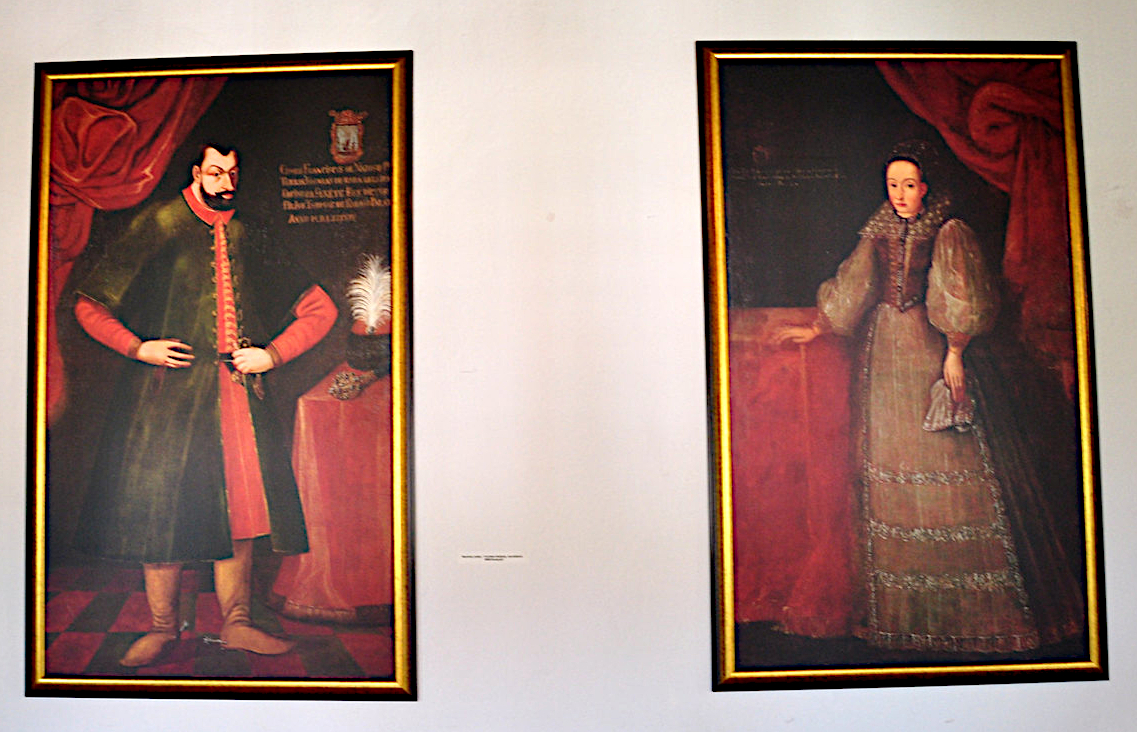
Nádasdy Ferenc és Báthory Erzsébet portréja a csejtei múzeumban

- A bestia. Szakcsi Lakatos Béla (zene) és Csemer Géza rockoperáját 1988-ban mutatta be a Rock Színház a Szegedi Szabadtéri Játékokon, a kettős főszerepben Nagy Anikóval, Sík Ferenc rendezésében, Imre Zoltán koreográfiájával, Varga Mátyás díszletében, Schäffer Judit jelmezeiben. A további főszerepekben: Vikidál Gyula (nádor), Kaszás Attila (Kakastollas), Sasvári Sándor (Akáciusz), Csuha Lajos (Bolond), Malek Andrea (Dorica). 1988 őszétől a Nemzeti Színházban, 1989 nyarán ismét a Szegedi Szabadtéri Játékokon játszották.
- Kegyetlen játék. A bestia című rockopera emlékére Marton Árpád tette közzé Nagy Anikónak dedikált versét 2017. július 31-én: https://www.facebook.com/profile.php?id=100011026486531
- Báthori Erzsébet, „The Blood Countess of Csejthe” ma is mint valami vámpír, női drakula él a köztudatban. A végül már véres mágiát is űző Báthory Erzsébetet a 20. század kultikus alakjává tették a különféle irodalmi és képzőművészeti feldolgozások. Misztikus horror és pornografikus filmek karaktereit mintázták a legendás tömeggyilkosról. Ezekben a túlfűtött történetekben gyakran említik „Vérgrófnőként”, „Csejtei rémként”, „Vámpírkirálynőként”. Vértől tocsogó legendája ihletet adott számos műnek:
- Drakula grófnő (Countess Dracula) film, 1971, rendezte Peter Sasdy
- Az angol Cradle of Filth zenekar róla írta az egész Cruelty and the Beast albumát.
- A svéd Bathory együttes róla vette a nevét.
- Vachott Sándor: Báthory Erzsébet Történeti beszély. Két énekben, Trattner-Károlyi, 1847
- Dennis Báthory-Kitsz operát írt róla.
- A Diablo II című számítógépes játék egyik küldetésének ihletője, ahol a „The Countess” néven szerepel.
- A Ragnarok Online című koreai számítógépes játék egyik szörnyszereplője „Bathory” néven.
- A Stay alive (Ezt éld túl!, 2006) című amerikai film, valamint játék is az őt körüllengő legenda alapján készült.
- Harry Kümel Vér az ajkon (1971) című filmje modern környezetbe helyezte a Báthori-mítoszt. A „véres grófnő”-t Delphine Seyrig játszotta.
- Walerian Borowczyk Erkölcstelen mesék (1974) című filmjének egyik epizódjában Báthori Erzsébet a főszereplő. Alakját Paloma Picasso keltette életre.
- Brian Topping Báthory (2000) című filmjében Diane Witter alakította a csejtei vár úrnőjét.
- Juraj Jakubisko Báthory – A legenda másik arca (2008) című cseh–szlovák–angol–magyar koprodukciós filmjében Anna Friel játssza Erzsébet asszonyt, Franco Nero II. Mátyást alakítja. A filmet többszöri halasztás után 2008. szeptember 11-én mutatták volna be Magyarországon, de a premier ismét elmaradt. A magyar jogtulajdonos, a Budapest Film 2008 decemberében bejelentette, hogy a sorozatos botrányok és a sikertelen egyeztetési tárgyalások miatt végleg törli a filmet bemutatási terveiből.
- A Donald F. Glut rendezte Blood Scarab (2007) című amerikai horrorfilmben Monique Parent játszotta Báthori Erzsébetet. A filmet Magyarországon még nem mutatták be.
- A Kamelot együttes 2001-ben megjelent Karma című albumán az Elizabeth című, három fejezetből álló dal a Báthori Erzsébet-legendát dolgozza fel.
- A magyar Tormentor zenekar 1988-as Anno Domini című albuma egyik számának címe Elisabeth Bathory.
- A japán X Japan együttes 1989-es Rose of Pain című dalát Báthori Erzsébet ihlette.
- Yoland Pantin venezuelai, kortárs költőnő Báthory Erzsébet című verse.[35]
- Julie Delpy rendezte és játssza a főszerepet a 2009-es A grófnő című filmben, amely Báthori Erzsébet és Thurzó István szerelméről szól.
- A svéd Ghost zenekar Opus Eponymus című lemezén az Elizabeth című szám róla szól.
- 2012-ben mutatták be a Báthory Erzsébet-musicaloperát Benedekffy Katalin főszereplésével a Margitszigeti Szabadtéri Színpadon és Kolozsváron.[36]
- Az Owari no Seraph ( 終わりのセラフ ) japán anime Ferid Bathory ( フェリド・バートリー, Ferido Bātorī) nevű szereplője Báthori Erzsébetről kapta a nevét.
- Andrei Kost 2015-ben bemutatott Lady of Csejte című horrorfilmje a Báthoryhoz kapcsolódó véres történeteken alapul. A grófnőt Szvetlana Hodcsenkova alakította.
- A Fate/Grand Order nevű japán telefonos játékban Bátori Erzsébet (エリザベート・バートリー, Elizabeth Bathory) Lancer osztályú szolgaként megidézhető.
- A Sunn O))) amerikai doom/drone metal/experimental metal zenekar egy 2005-ös számának a címe Báthory Erzsébet.
- Az Amerikai Horror Story: Boszorkányok c. sorozatévad Delphine LaLaurie szereplőjét, akit Kathy Bates játszott,  Báthori Erzsébet feltételes tettei ihlették.
- A Tömény történelem című sorozat 4. epizódja Báthory Erzsébet történetét dolgozza fel parodisztikusan. Erzsébet szerepét Ónodi Eszter alakította.
- A Tündérkert – Kísértések kora című sorozatban Szamosi Zsófia alakítja Báthory Erzsébetet. A sorozat törekszik más fényben megvilágítani az alakját.
- A Slayer együttes 2010-es Beauty Through Order című dalát Báthory Erzsébet ihlette

## Emlékezete
Csejte község Draskovics kastélyának múzeuma, a honismereti kiállítás mellett a grófnő használati eszközeinek és ruháinak másolataiból összeállított kiállítást is  létrehozott.
Báthory Erzsébet emlékezetéről a magyar és a szlovák közvéleményben Lengyel Tünde írt összefoglalót.